# Агаев, Галиб Агабала оглы
Галиб Агабала оглы Агаев (азерб. Qalib Ağabala oğlu Ağayev; 13 июля 1941, Баку — 21 сентября 2015, Баку)) — азербайджанский государственный деятель. Председатель правления Азербайджанского Республиканского банка Государственного банка СССР (1989—1992). Председатель Национального банка Азербайджана (1992—1994) 

## Биография
Окончил Азербайджанский государственный университет имени С. М. Кирова. Трудовую деятельность начал инспектором районного отделения Государственного банка СССР в Баку. Затем являлся заместителем управляющего, управляющим районным отделением Государственного банка СССР в Баку, заместителем управляющего Азербайджанской конторой Государственного банка СССР, первым заместителем председателя правления Азербайджанского Республиканского банка Государственного банка СССР.
Председатель правления Азербайджанского Республиканского банка Государственного банка СССР (1989—1992).
Первый председатель Центрального банка Азербайджана (11 февраля 1992 — 22 апреля 1994).
11 февраля 1992 года назначен президентом Национального банка Азербайджана. 1 сентября 1993 года назначен председателем правления Национального банка Азербайджана
30 января 1991 года присвоено почётное звание заслуженного экономиста Азербайджанской ССР.
Умер 21 сентября 2015 года.